# Ettore Bugatti
Ettore Arco Isidoro Bugatti (Milán, 15 de septiembre de 1881-Neuilly-sur-Seine, 21 de agosto de 1947) fue un empresario italiano nacionalizado francés, fundador de la marca automovilística Bugatti; constructor de automóviles tanto de carreras como de lujo.

## Biografía
Nacido en una familia de artistas, Ettore Arco Isidoro Bugatti fue un grandioso diseñador de coches y empresario esto lo llevó a ser lo que hoy en día es, un gran icono en cuanto a coches. Su padre era un importante diseñador, sobre todo de muebles y alhajas, pero también de tejidos, cerámica y metales, en el estilo de Art Nouveau. Su hermano, Rembrandt Bugatti (1884-1916), se suicidó cuando tan solo tenía 31 años de edad, y fue un importante escultor. Su abuelo paterno, Giovanni Luigi Bugatti era, al igual que Rembrandt, escultor, y además, arquitecto.
Después de fundar su compañía de automóviles, Ettore diseñó varios modelos para otras empresas. Prinetti & Stucchi produjo en 1898 el Type 1. Desde 1902 hasta 1904, Dietrich fabricó el Bugatti Tipo 3 y 4 y los de Tipo 5, 6 y 7 bajo el sello Dietrich-Bugatti. En 1907, Bugatti trabajó para la Deutz AG (Tipos 8 y 9).
También desarrolló el "Bugatti Tipo 2" (entre 1900 y 1901). Mientras se encontraba en la Deutz, Bugatti construyó el "Bugatti Tipo 10". En 1913 diseñó un coche pequeño para la Peugeot, llamado "el Peugeot Bébé".

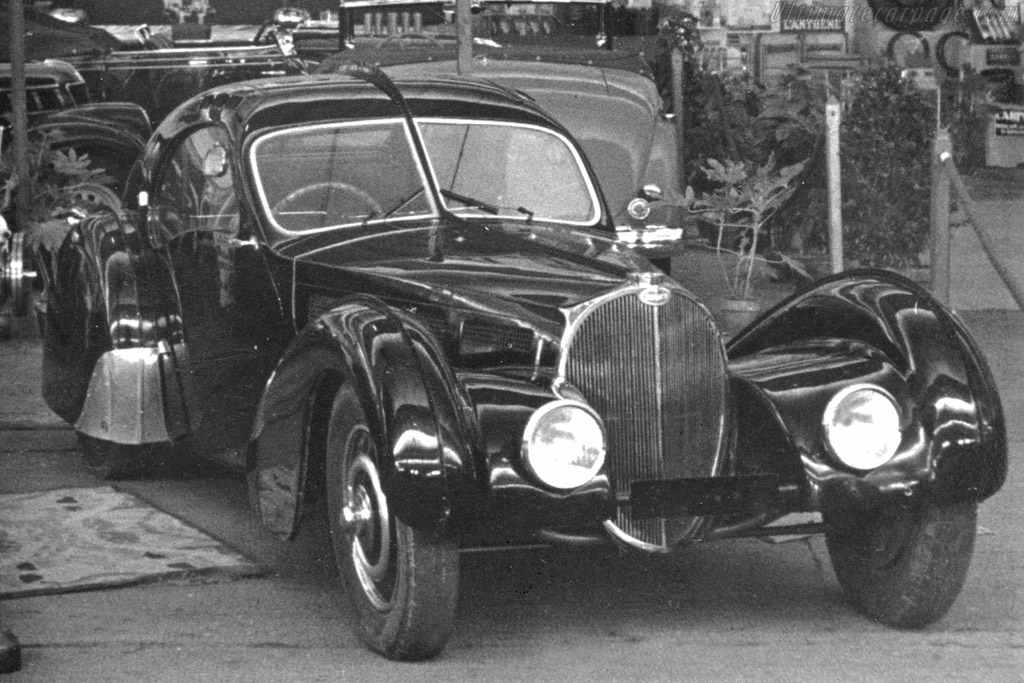
Bugatti Type 57 SC Atlantic Voiture Noire

Aunque nació en Italia, la empresa, fundada por Bugatti fue iniciada en Molsheim (Alsacia), región que ahora pertenece a Francia.
Ettore Bugatti era simultáneamente conservador, innovador y técnico de su empresa. Conservador porque muchos de sus modelos mantuvieron invariadas muchas de las soluciones técnicas en el transcurso de los años, por ejemplo el "Tipo 13", se mantuvo en producción en un largo tiempo; o el mítico motor de 3.3 litros que estaría equipado con un gran número de modelos durante los años 1930. Fue innovador por dar otras soluciones técnicas a las de la época, poco o nada utilizadas, como la distribución pluriválvula, que por una parte, dio mayor notoriedad a la marca Bugatti, y por otro lado, se impondrá eso mismo al cuidado de todos los vehículos, como una nueva solución técnica alternativa a las clásicas distribuciones a dos válvulas por cilindro.
La compañía también se dio a conocer por los numerosos premios en los Grand Prix de automovilismo, especialmente gracias al modelo "Tipo 35"; fue un Bugatti vencedor del primer Gran Premio de Mónaco.
Durante la segunda mitad de los años 1920, Ettore Bugatti trabajó en un gran automóvil de lujo, cuyo objetivo era el de mermar las actividades de las ya muy prestigiosas marcas Rolls-Royce y Maybach. El resultado fue el Bugatti Royale (llamado también "Bugatti Gold" por las numerosas partes en oro del prototipo), uno de los más grandes y lujosos automóviles de siempre, que pasó a ser leyenda, no obstante se reveló, a fin de cuentas, todo lo deseable con la excepción de haber sido un buen negocio (de hecho, solo se vendieron 3 de las 6 unidades fabricadas).
Ettore Bugatti también diseñó un vagón de ferrocarril del cual algunas partes técnicas se derivaron del "Bugatti Royale" cuya línea fue todo un éxito, el Autorail, y un avión, aunque no ha hecho jamás un solo vuelo. Su hijo, Jean Bugatti, muere el 11 de agosto de 1939 a la edad de 30 años, Diseñador y piloto de pruebas de su padre Ettore-Arco-Isidoro Bugatti (1881-1947), Jean se accidentó alrededor de las 23:00 horas del viernes 11 de agosto de 1939, al intentar esquivar a un ciclista cuando se encontraba ensayando un Bugatti entre Strasbourg y Molsheim, en carretera abierta pero vigilada, en ambos extremos del segmento de recta elegido, por Robert Aumaître y Roland Bugatti (su hermano menor, que cumpliría 17 años una semana más tarde). mientras probaba el "Bugatti Tipo 57" cerca de la fábrica de Molsheim. Después de esta tragedia, la fábrica comenzó su declive. En la Segunda Guerra Mundial la fábrica quebró y la familia perdió el control de la compañía. Durante la guerra, Bugatti proyectó una nueva fábrica en Levallois, París, y diseñó una serie de nuevos automóviles.
Ettore Bugatti murió en 1947, dando el golpe de gracia a la empresa, que entró en un rápido descenso. Fue enterrado en la tumba de la familia en Dorlisheim, cerca de Molsheim.